# Латвийская православная церковь
Латви́йская правосла́вная це́рковь (латыш. Latvijas Pareizticīgā Baznīca) — поместная православная церковь, объединяющая приходы и монастыри на территории Латвийской Республики. Состоит из двух епархий: Рижской и Даугавпилсской.
Как самоуправляемая церковь создана 19 июля 1921 года в составе Московского патриархата, но в 1936 году перешла в юрисдикцию Константинопольского патриархата. Фактически упразднена в 1944 году, вместо неё была воссоздана Рижская епархия. Восстановлена 22 декабря 1992 года.
8 сентября 2022 года Сейм Латвии принял поправки к закону о Латвийской православной церкви (ЛПЦ), изменив юридический статус ЛПЦ на автокефальный. 20 октября того же года Собор ЛПЦ проголосовал за автокефальный статус. Однако Московский патриархат подобное решение не признал и по-прежнему считает ЛПЦ самоуправляемой церковью в своей юрисдикции.

## История
В 1836 году учреждено Рижское викариатство Псковской епархии, которое в 1850 году было преобразовано в самостоятельную Рижскую епархию. Епархиальному архиерею присваивался титул «Рижский и Митавский», первым правящим архиереем стал архиепископ Платон (Городецкий).
Первоначально территория Рижской епархии охватывала Лифляндскую и Курляндскую губернии, но в 1865 году в её ведение перешли православные приходы Эстляндской губернии. Таким образом во времена Российской империи епархия располагалась примерно в пределах современной территории Латвии (без её восточной части — Латгалии, которая в 1833—1920 годах относилась к Полоцкой епархии) и Эстонии.
Из-за событий Первой мировой войны и последующего распада Российской империи церковная жизнь в Рижской епархии была нарушена. Многие её храмы оказались разрушены либо сильно пострадали в ходе военных действий, большинство священнослужителей или вынужденно покинули свои приходы, или погибли. Рижского архиепископа Иоанна (Смирнова) в ноябре 1917 года назначили на Рязанскую кафедру, и Рижская епархия почти четыре года оставалась без правящего архиерея [в 1918 — начале 1919 года ей временно управлял викарный епископ Ревельский Платон (Кульбуш)]. Латвийские власти не разрешали въезд в республику ни митрополиту Серафиму (Чичагову), ни архиепископу Геннадию (Туберозову), которых патриарх Тихон предполагал назначить на Рижскую кафедру. Лишь после того, как на Рижскую кафедру предложили перевести из Пензенской епархии архиепископа Иоанна (Поммера), латыша по национальности, вопрос о возглавлении Рижской епархии был улажен.
В целях поиска компромисса с властями Латвийской Республики архиепископ Иоанн (Поммер) ходатайствовал перед патриархом Тихоном о даровании его епархии самостоятельности в делах внутреннего управления. 19 июля 1921 года патриарх Московский Тихон даровал Латвийской православной церкви (ЛПЦ) внутреннюю самостоятельность (в церковно-административных, хозяйственных и иных делах, а также в отношениях с Латвийским государством).
По прибытии 24 июля 1921 года в Ригу архиепископ Иоанн вступил в управление ЛПЦ. В это время православная церковь в Латвии не имела официального признания прав на церковную собственность, многие её храмы и здания духовных учебных заведений были отданы различным государственным и иным светским учреждениям, а также римско-католической и лютеранской церквям (так, католической церкви передали Алексеевский мужской монастырь, резиденцию рижского архиерея; всего с 1919 года православная церковь лишилась около 25 % своей бывшей собственности). Часть храмов оказалась сильно повреждена ещё в годы Первой мировой войны и последующих событий. Архиепископ Иоанн энергично занялся делами церкви. В 1925 году его избрали депутатом в Сейм Латвии (оставался депутатом до 1931 года), в котором он добился принятия закона, дававшего ЛПЦ статус юридического лица, право на владение имуществом и на государственные субсидии. В декабре 1926 года возобновила работу Рижская духовная семинария (с 1936 года — Православный богословский институт). В 1921—1934 годах в Латвии построили и освятили 22 новых православных храма. Однако в ночь с 11 на 12 октября 1934 года архиепископ Иоанн был зверски убит на своей загородной даче (преступление осталось нераскрытым).
В середине 1930-х годов в составе ЛПЦ имелось 152 прихода, общее число православных в Латвии достигало 174 тыс. человек (в том числе более 103 тыс. русских, свыше 57 тыс. латышей и др.). Из 124 священнослужителей 79 являлись русскими, 45 — латышами.
После убийства архиепископа Иоанна заместитель патриаршего местоблюстителя Сергий (Страгородский) поручил временное управление Латвийской церковью митрополиту Виленскому и Литовскому Елевферию (Богоявленскому), но ему было отказано во въезде на территорию Латвии. Одновременно усиливается давление латвийского правительства на ЛПЦ с целью подчинения её Константинопольскому патриархату. В 1935 году Синод Латвийской православной церкви обратился к константинопольскому патриарху Фотию II с прошением о принятии ЛПЦ в юрисдикцию Константинопольского патриархата. Эта просьба удовлетворена в феврале 1936 года новым константинопольским патриархом Вениамином, при этом переход в другую юрисдикцию не был признан Московским патриархатом. 29 марта 1936 года митрополит Фиатирский Герман (Стринопулос) возглавил хиротонию протоиерея Августина (Петерсона) во епископа Рижского и всея Латвии с возведением в сан митрополита (ранее его избрали на Вселатвийском церковном соборе главой ЛПЦ).
Митрополит Августин взял курс на повсеместное использование в приходах ЛПЦ латышского языка и введение в церковном обиходе григорианского календаря. Подобные новации вызвали ощутимое недовольство как среди духовенства, так и прихожан, и поэтому не были полностью реализованы. С целью укрепления автономного статуса в ЛПЦ образованы два викариатства — Елгавское и Ерсикское (с 1939 года — Мадонское). Для их замещения были хиротонисаны соответственно: в 1936 году Иаков (Карп) — во епископа Елгавского, в 1938 году Александр (Витоль) — во епископа Ерсикского (позднее епископ Мадонский).
Летом 1940 года Латвия вошла в состав СССР, а в декабре того же года в Ригу для переговоров с руководством ЛПЦ о воссоединении с Русской церковью прибыл архиепископ Сергий (Воскресенский), полномочный представитель Московского патриархата (в дальнейшем переговоры продолжились в Москве). В итоге решение о предоставлении автономии ЛПЦ отменили, а её епископат приняли в Русскую православную церковь (в апреле 1941 года бывший митрополит Августин отправлен «на покой»). Был учреждён Экзархат Латвии и Эстонии, в состав которого вошли Латвийская и Эстонская епархии. Присоединению ЛПЦ к Московской патриархии воспротивились 30 священнослужителей Латвийской православной церкви.
20 июля 1941 года, после оккупации Латвии нацистской Германией, митрополит Августин объявил о восстановлении Латвийской православной церкви в юрисдикции Константинопольского патриархата, а также попросил оккупационные власти выслать митрополита Сергия (Воскресенского). Однако инициативу Августина о восстановлении ЛПЦ поддержали только пять священников небольших сельских приходов. Осенью 1944 года он эмигрировал в Германию, где в 1947 году провозгласил создание «Латвийской православной церкви в изгнании» (в юрисдикции патриарха Константинопольского).
После окончания Второй мировой войны православные приходы на территории Латвии находились в юрисдикции Московского патриархата и составляли Рижскую епархию (она управлялась архиереями с титулом «Рижский и Латвийский»).
В 1988 году в Рижской епархии имелось 90 действующих храмов, служили 58 священников и 9 диаконов.
В 1990 году Священный синод Русской православной церкви предоставил Рижской епархии автономный статус, а в 1992 году — принял решение о восстановлении самоуправляемой Латвийской православной церкви (она получила самостоятельность в административных, хозяйственных и иных вопросах, сохранив при этом каноническое подчинение Московскому патриархату).
Управление ЛПЦ осуществляется предстоятелем, носящим титул «Рижского и всея Латвии». С момента восстановления самоуправляемой Латвийской православной церкви в 1992 году её предстоятелем является митрополит Александр (Кудряшов) (до 1994 года — епископ, с 1994 года — архиепископ, с 2002 года — митрополит). Для решения важнейших вопросов церковной жизни периодически созывается Собор, который избирает Синод ЛПЦ.
C 1993 года возобновила свою деятельность Рижская духовная семинария. В 2008 году Сейм Латвии принял закон, который регламентирует деятельность ЛПЦ.
27—29 мая 2006 года Латвию впервые посетил предстоятель Русской православной церкви — патриарх Московский и всея Руси Алексий II.
В 2013 году ранее существовавшее Даугавпилсское викариатство преобразовано в отдельную епархию — Даугавпилсско-Резекненскую.
В 2022 году митрополит Рижский и всея Латвии Александр (Кудряшов) осудил вторжение России на Украину: «Решение вопросов международных отношений военным путем является недопустимым».
5 сентября 2022 года президент Латвии Эгилс Левитс заявил о намерении внести поправки в закон о Латвийской православной церкви, гарантирующие полную независимость ЛПЦ от Московского патриархата и фактически объявляющие её автокефальный статус. 8 сентября на заседании Сейма Латвии данный законопроект, после рассмотрения парламентской комиссией по правам человека и общественным делам, был утверждён депутатами. 9 сентября, после заседания Синода, на официальном сайте ЛПЦ было опубликовано сообщение, в котором подтверждается решение Сейма об определении автокефального статуса и уточняется, что Латвийская церковь продолжит поддерживать молитвенное и литургическое общение с другими каноническими православными церквями. Отдел внешних церковных связей Московского патриархата днём ранее заявил, что только РПЦ может предоставить «церковную независимость» ЛПЦ.
20 октября состоялся Собор ЛПЦ, где из 161 участника собора за автокефальный статус проголосовало 160, против — 1, после чего патриарху Кириллу было направлено официальное прошение о даровании автокефалии.
13 августа 2023 года в Риге состоялась хиротония архимандрита Иоанна (Липшанса) во «епископа Валмиерского», не согласованная с патриархом Московским и не одобренная им. Священный синод Русской православной церкви на своём заседании от 24 августа осудил действия митрополита Рижского и всея Латвии Александра и постановил передать этот вопрос на рассмотрение Архиерейского собора РПЦ.

## Структура
Латвийская православная церковь (ЛПЦ) состоит из двух епархий: Рижской и Даугавпилсской. Делится на 6 благочиний: Рижское, Валмиерское, Лиепайское, Даугавпилсское, Резекненское и Мадонское (первые три — в Рижской епархии, последние — в Даугавпилсской). В составе Рижской епархии также находится восстановленное Елгавское викариатство. На 2015 год в ЛПЦ имелось 125 приходов, из них в 19 — богослужения полностью или частично велись на латышском языке, служили 85 священников и 22 диакона. Численность православных в Латвии по официальным данным — около 370 тыс. человек (2015). Главный кафедральный храм Латвийской православной церкви — собор Рождества Христова в Риге.

### Предстоятели
- 1921—1934 — Иоанн (Поммер), архиепископ Рижский и Латвийский[5]
- 1936—1940 — Августин (Петерсон), митрополит Рижский и всея Латвии (Константинопольский патриархат)
- с 1990 года — Александр (Кудряшов), митрополит Рижский и всея Латвии (до 1994 года — епископ, до 2002 года — архиепископ)[20][21]

### Рижская епархия
Образована в 1850 году. Правящий архиерей с 1990 года — Александр (Кудряшов), митрополит Рижский и всея Латвии.

### Даугавпилсская епархия

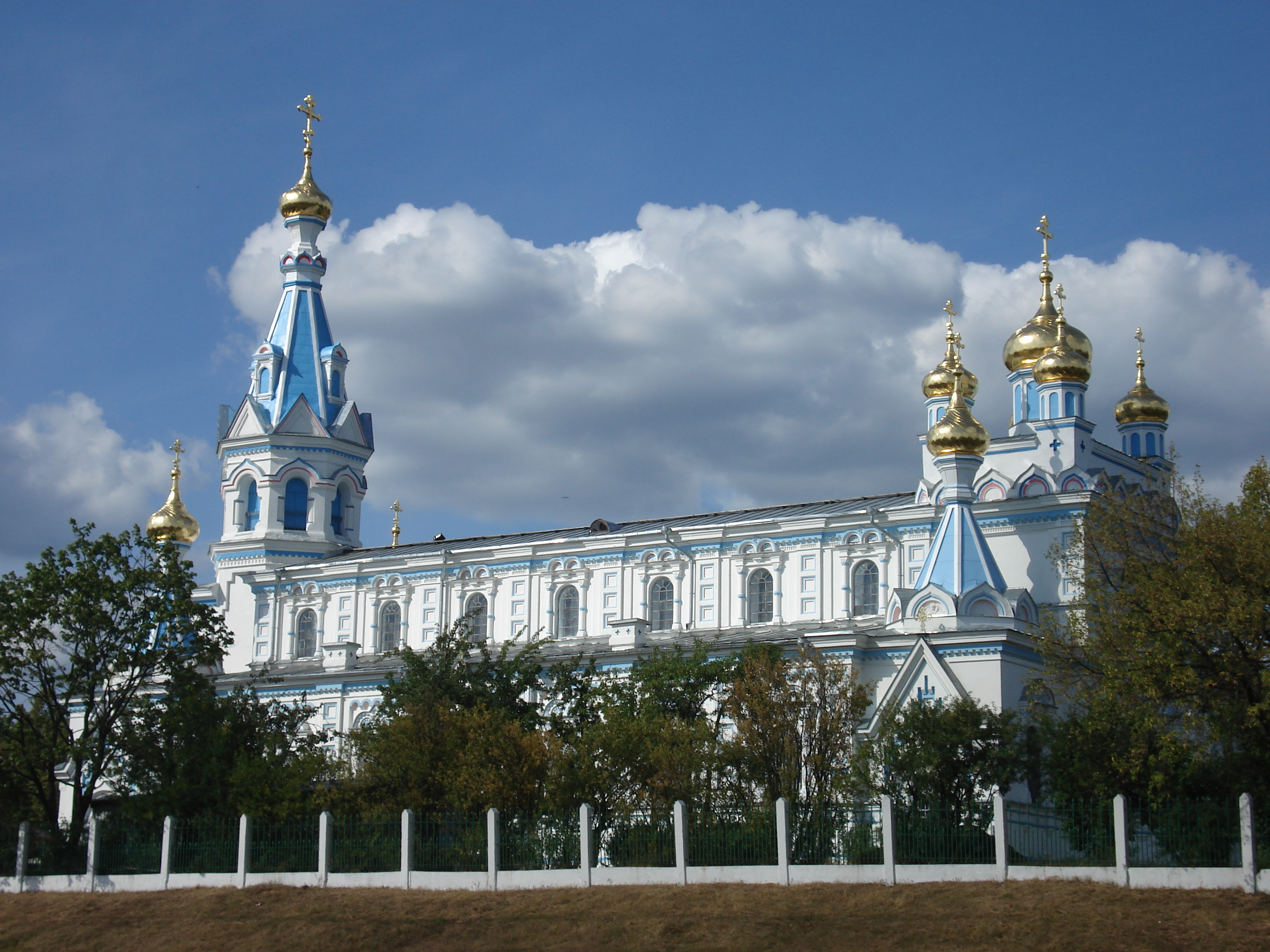
Даугавпилсский Борисоглебский кафедральный собор — самый большой православный храм Латвии

Образована в 2013 году. Правящий архиерей с 2013 года — Александр (Матрёнин), архиепископ Даугавпилсский и Резекненский (в 2006—2013 годах — епископ Даугавпилсский, викарий Латвийской православной церкви; в 2013—2023 годах — епископ Даугавпилсский и Резекненский).

### Монастыри
- Екабпилсский Свято-Духов мужской монастырь — основан в 1670-х годах, закрыт, по разным данным, в 1817 или 1866 году, возрождён в 1993 году.
- Рижский Свято-Троице-Сергиев женский монастырь — создан в 1892 году как Свято-Троицкая женская община. В 1902 году она была преобразована в монастырь.
- Спасо-Преображенская пустынь — находится близ посёлка Валгунде (недалеко от города Елгавы). Основана в 1895 году при Рижской Свято-Троицкой женской общине (в дальнейшем — Рижском Свято-Троице-Сергиевом женском монастыре).
- Илукстский монастырь в честь Рождества Пресвятой Богородицы — возрождаемый с 1990-х годов женский монастырь в городе Илуксте. Основан в 1692 году как униатский базилианский монастырь. В 1839 году обращён в православный мужской монастырь и приписан к Полоцкой епархии. С 1850 года находился в составе Рижской епархии, в 1881 году преобразован в женский монастырь с устройством при нём епархиального женского училища, в 1915 году эвакуирован в Нижегородскую губернию. В 1953 году закрыт, бывшая монастырская домовая церковь обращена в приходской храм (с 1996 года он приписан в качестве подворья Рижского Свято-Троице-Сергиева монастыря)[1][18][19][23][24].

Упразднённые монастыри
- Рижский мужской монастырь во имя преподобного Алексия, человека Божия — основан в 1896 году, в 1921 году монастырский комплекс передан властями Латвийской Республики римско-католической церкви[1].